# Ołeksij Chachlow
Ołeksij Ołeksijowycz Chachlow (ukr. Олексій Олексійович Хахльов, ur. 6 lutego 1999 w Ostrogu) – ukraiński piłkarz, grający na pozycji pomocnika.

## Kariera piłkarska

### Kariera klubowa
Wychowanek Akademii Piłkarskiej Dynamo Kijów, barwy której bronił w juniorskich mistrzostwach Ukrainy (DJuFL). 8 lutego 2017 podpisał kontrakt z Deportivo Alavés. W 2017 roku rozpoczął karierę piłkarską w Club San Ignacio, w którym grał na zasadach wypożyczenia. 27 stycznia 2020 przeszedł do Karpat Lwów.

### Kariera reprezentacyjna
W 2015 debiutował w juniorskiej reprezentacji Ukrainy U-17. W latach 2017–2018 występował w reprezentacji U-19. W 2019 został powołany do młodzieżowej reprezentacji Ukrainy.

## Sukcesy i odznaczenia

### Sukcesy reprezentacyjne
- Mistrzostwo świata U-20: 2019

### Odznaczenia
- Order „Za zasługi” III Klasy – 2019[3]
- tytuł Mistrza Sportu Ukrainy – 2019